# Silene dolichocarpa
Silene dolichocarpa är en nejlikväxtart som först beskrevs av Michail Klokov, och fick sitt nu gällande namn av S.K. Cherepanov. Silene dolichocarpa ingår i släktet glimmar, och familjen nejlikväxter. Inga underarter finns listade i Catalogue of Life.